# Ken Adam
Kenneth Hugo (Ken) Adam, ursprungligen Klaus Hugo Adam, född 5 februari 1921 i Berlin, död 10 mars 2016 i London, var en brittisk filmscenograf. Adam är känd som skaparen av scenografin i 1960- och 1970-talets James Bond-filmer. Han har vunnit två Oscar för bästa scenografi för Barry Lyndon och Den galne kung George.

## Biografi
Ken Adam föddes i en judisk familj i Berlin och fadern drev tillsammans med sina bröder en framgångsrik kedja av klädbutiker. När nazisterna tog makten tvingades familjens firma i konkurs och 1934 emigrerade delar av familjen till Storbritannien. Adam gick på St. Paul's School i Barnes, University College London och Bartlett School of Architecture, där han studerade arkitektur. Under andra världskriget tjänstgjorde han i Storbritanniens flygvapen. 
Till filmen kom han 1948 och under 1950-talet arbetade han som scenograf med filmer som Soho Incident, Jorden runt på 80 dagar (1956) och Ben-Hur (1959). Han gjorde scenografin för flera filmer av Robert Aldrich. 1962 anlitades han för den första James Bond-filmen Dr. No. Bondfilmer som Goldfinger (1964), Åskbollen (1965), Man lever bara två gånger (1967) och Diamantfeber (1971) följde. Hans sista Bond-film var Moonraker (1979). Under 1960-talet gjorde Adam även scenografin till Fallet Ipcress (1965) och Begravning i Berlin med Michael Caine samt bilen i Chitty Chitty Bang Bang.
1964 skapade han scenografin, däribland det välkända krigsrummet, för Stanley Kubricks Dr. Strangelove. Han var även scenograf för Kubricks Barry Lyndon (1975) för vilken han fick en Oscar för bästa scenografi. Han fick även en Oscar 1994 för Den galne kung George. Adam fick även Oscarsnomineringar för Älskade spion (1977) och Den heliga familjen Addams.